# Contreras
Contreras egy község Spanyolországban, Burgos tartományban. Contreras La Revilla y Ahedo, Carazo és Santo Domingo de Silos községekkel határos. Lakosainak száma 87 fő (2024).

## Népesség
A település népessége az utóbbi években az alábbiak szerint változott:
| Lakosok száma | 110  | 103  | 100  | 97   | 100  | 82   | 82   | 77   | 81   | 87   |
|               | 2001 | 2004 | 2006 | 2009 | 2011 | 2014 | 2016 | 2019 | 2021 | 2024 |